# Каменная баба

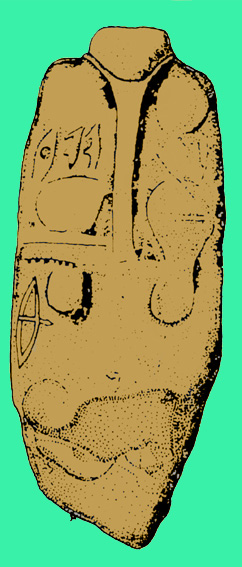
Стела эпохи меди-бронзы (3-2 тыс. до н. э.) с сакральными изображениями (Сватово Луганской области)

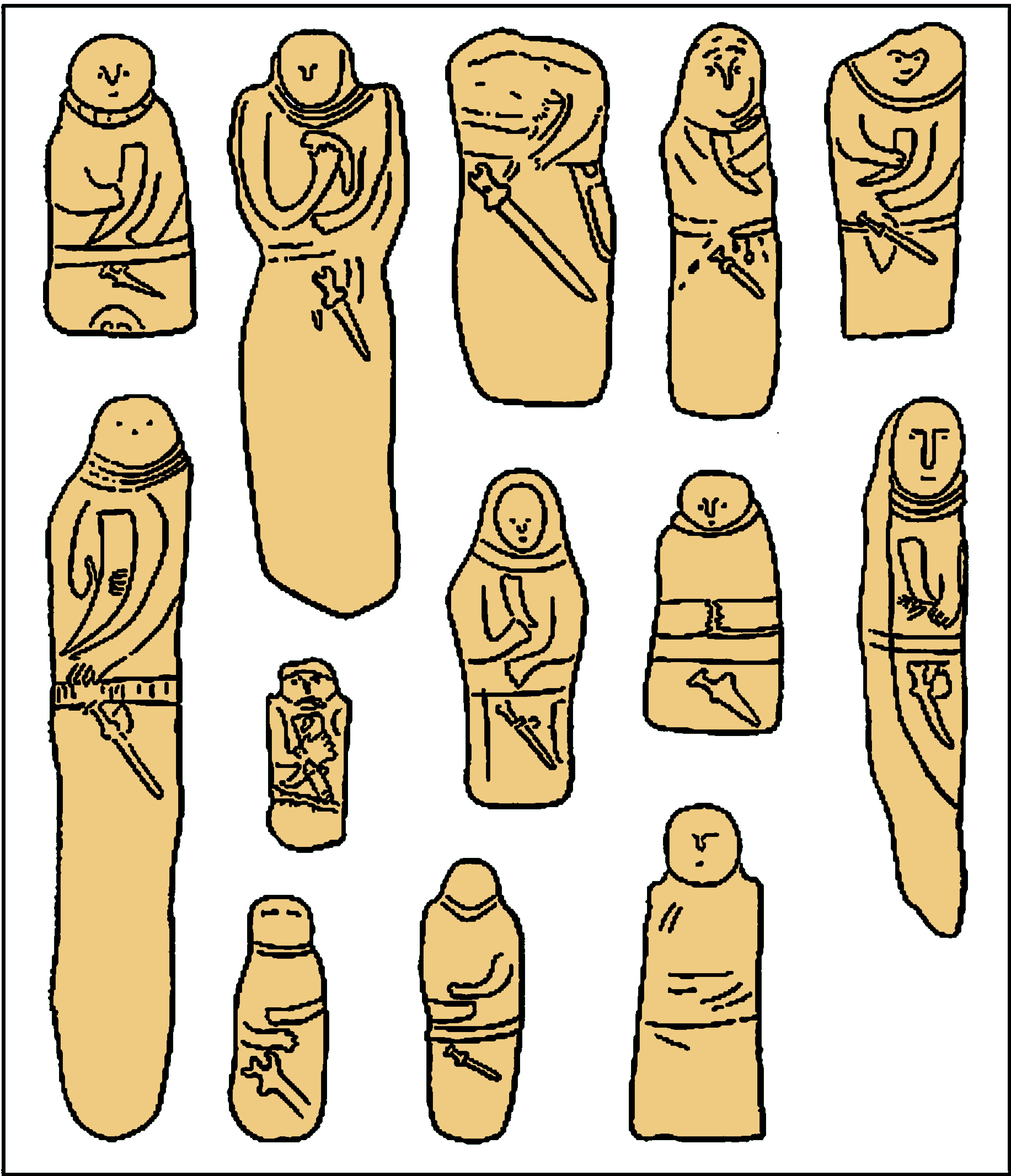
Скифское каменное искусство

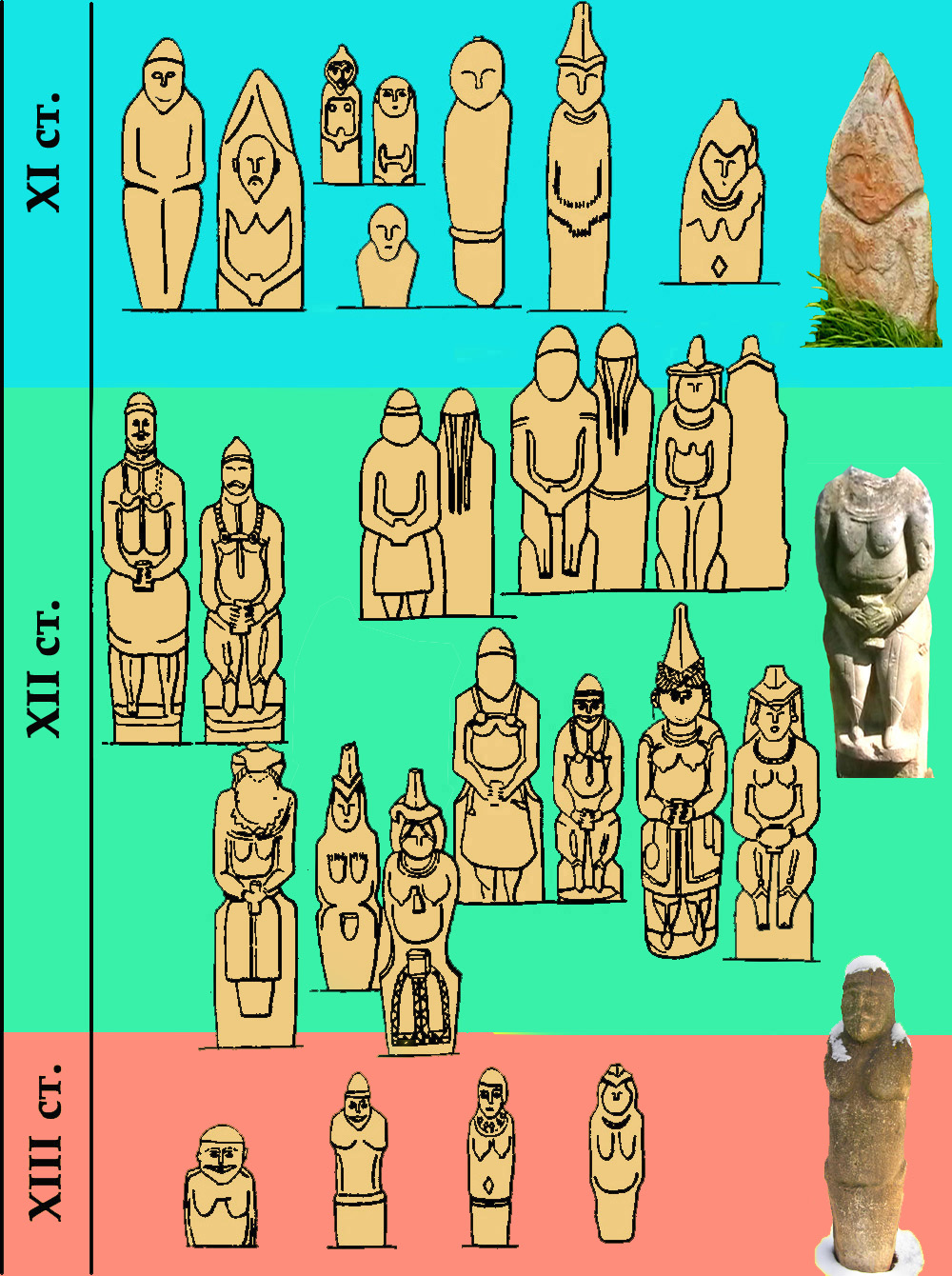
Хронологическая таблица половецкого каменного искусства XI—XIII веков

Ка́менные ба́бы — антропоморфные менгиры, каменные изваяния высотой от 1 до 4 метров, изображающие воинов, иногда (до 70 % среди половецких изваяний) женщин, а также родственные им каменные изображения в степях Алтая, Тувы, Казахстана, Азербайджана и Монголии, в южной Сибири.
По мнению советского искусствоведа А. А. Фёдорова-Давыдова, они издавна привлекали внимание русских людей и служили своеобразным символом господства кочевников над степью. Ставились на курганах древними народами, например, возможно, скифами или половцами и другими. Найдены в больших количествах в степной полосе России, Южной Сибири, в Азербайджане, на востоке Украины, в Германии, Средней Азии и Монголии. Связаны с культом предков.

## Исторические источники о каменных статуях
Употребление названий «человек камен» или «девка камена», «каменные бабы» зафиксировано с XVIII века. В Малороссии их также называли «мамая́ми». Есть также предположение об использовании для их обозначения древнего слова «бълван»). Так, в «Слове о полку Игореве» упоминается «тмутараканский болван», однако общепризнанного истолкования это место в Слове не имеет. Орхоно-енисейские рунические надписи, сделанные тюрками Сибири, сообщают о балбалах — каменных столбах, изображающих убитых врагов. При этом в сохранившейся тюркской традиции собственно статуи (не столбы) считаются памятниками героям-богатырям. Считалось, что враги после смерти в потустороннем мире служат победителю, а самый сильный из них, представленный в виде каменного идола, станет главным слугой и союзником.
Упоминание о каменных бабах оставил поэт XII века Низами, который рассказывал о пожертвованиях половцев каменным идолам. Посол папы римского Вильгельм де Рубрук, проезжая в 1253 году половецкой степью, наблюдал, как половцы насыпали большие холмы и сооружали на них статуи, обращённые лицами на восток и держащие в руке чашу.
В 1594 году немецкий посол Э. Лассота, который прибыл к запорожцам, оставил сообщение о том, что на «татарском берегу Днепра» на курганах или могилах он видел больше двадцати каменных статуй. В «Книге Большому Чертежу» (1627) упоминаются каменные фигуры «демны», которые были установлены на курганах или просто в степи и выполняли функцию указателей для ориентиров бродов:

А на речке на Терновке стоит человек камен, а у него кладут из Белагорода станичники доездныя памяти, а другие памяти кладут на Самаре у дву девок каменных; а от каменного человека до Самари верст с 30.— Книга Большому Чертежу
В том же источнике каменные бабы упоминаются и как обозначение конечных точек маршрутов караулов: казаки-станичники зарывали возле каменных баб специальные деревянные отметки («доездные памяти»); следующий караул должен был найти эту отметку и привезти в стан как доказательство того, что они доехали до конца маршрута, а возле каменного изваяния зарыть уже свою отметку для следующего караула
Начиная с XVIII века интерес к изучению каменных баб возрос. О статуях писали академики П. Паллас, И. И. Лепёхин, В. Ф. Зуев, А. А. Гатцук и многие другие. В 1851 году чиновник департамента Министерства внутренних дел России Пискарёв составил первую карту местонахождений каменных статуй.

## Общая характеристика каменных изваяний

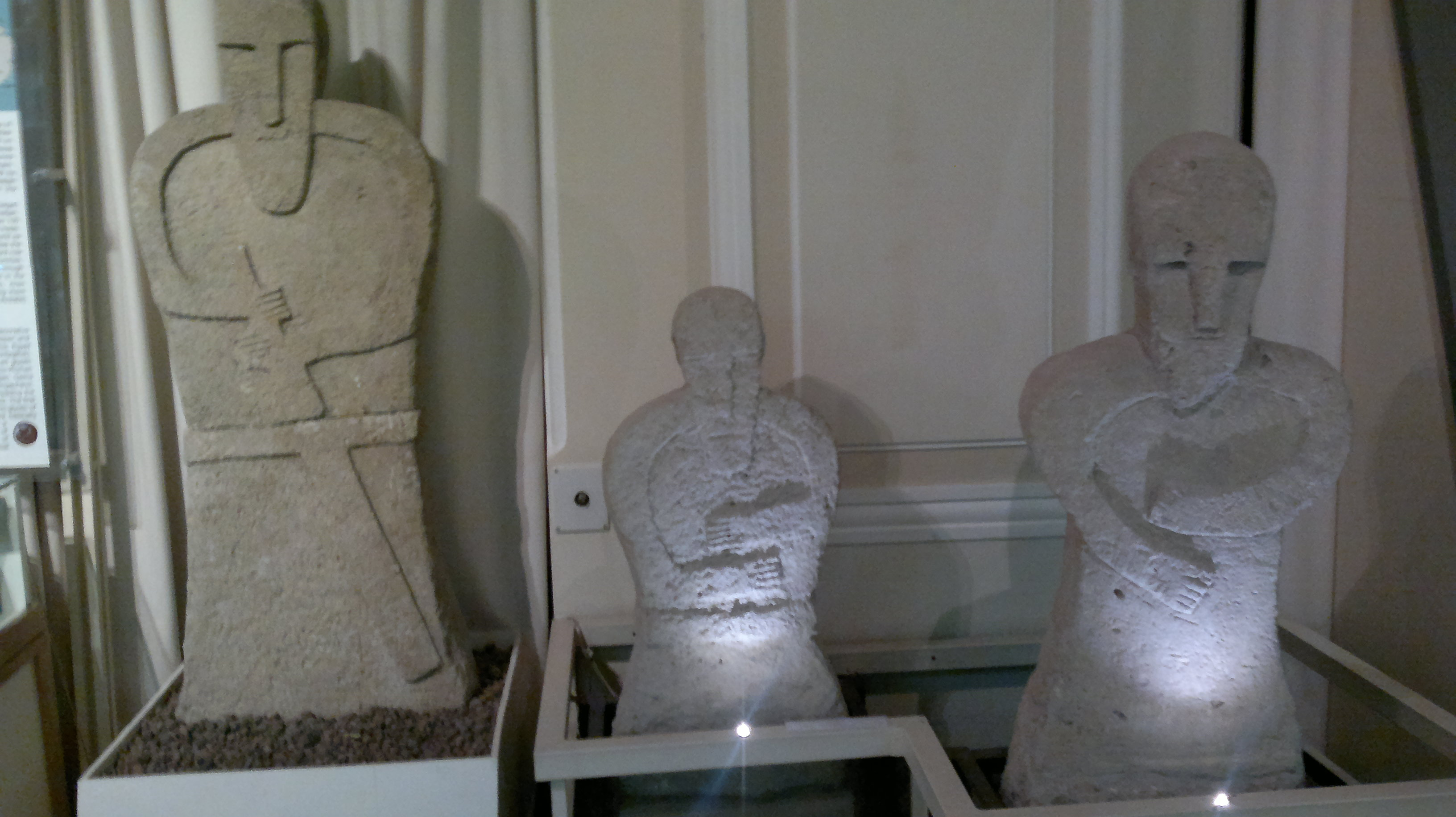
Каменные статуи из села Чыраглы (Шемахинский район Азербайджана). III век до н. э.—II век н. э. Музей истории Азербайджана (Баку)

Каменные истуканы, которые рассматривались людьми как идолы-обереги, появились на территории Кипчакской степи (территория от Иртыша до Дуная) в IV—II тысячелетии до н. э. Это были небольшие изображения мужчин с усатым лицом, часто с не проработанным телом или держащие чашу одной, а оружие другой рукой. Постепенно они проникли до территории современной Киргизии, где появились первые женские изображения и первые изображения, державшие чашу двумя руками. С экспансией половцев связывают распространение изваяний в южнорусских степях в XI—XIII веках, устанавливались на курганах. В XIII—XIV веках наблюдается вторичное использование статуй. Абсолютная датировка этого типа изваяний произведена по типам изображенных оружия, шлемов и украшений, кроме того, время появления курганов дают нижнюю, а время вторичного переиспользования — верхнюю временную границы распространения изваяний.
В средние века на территории Азербайджана каменные фигуры предков, известные как баба (по-азерб. означает «праотец») отмечали территорию различных племенных поселений. Бабу так же следует относить к общему ареалу тюркского кочевого наследия.
Таким образом, в южнорусских степях каменные статуи делятся на несколько групп: по времени создания на
- Антропоморфные стелы эпохи бронзы.
- Скифские статуи.
- Половецкие каменные бабы.

по типу на
- сидящие (мужские и женские подтипы), наиболее поздние;
- стелы (без проработки туловища, так же существуют мужские и женские подтипы) — упрощенные и более поздние варианты стоящих;
- стоящие (мужские и женские подтипы) — наиболее ранние.

### Предназначение изваяний
Как указывают многие археологи, например Л. Р. Кызласов, Г. А. Федоров-Давыдов, по многим этнографическим и археологических (ямы с остатками ритуального пира, жертвоприношений) каменные бабы с чашей изображали умершего предка для его участия в культовом пиру.

## Антропоморфные стелы эпохи меди и бронзы
Основную часть древнейших каменных статуй оставили индоевропейцы, которые жили в степях на территориях нынешней России и Украины в период раннего металла (энеолит и бронза 4—2 тыс. до н. э.). К ним часто относят нижнемихайловскую, ямную, катакомбную археологические культуры. Также антропоморфные стелы присутствуют в кеми-обинской культуре, имеющей, возможно, какое-то отношение к Кавказу.
В степи между Дунаем и Доном выявлено более чем 330 стелоподобных монументальных скульптур. Значительное их количество найдено в Северном Причерноморье и Крыму. Массовость и разнообразие ранних каменных статуй вызвало в 1960-х годах необходимость их классификации. Появились объяснения иконографического и семантического смысла статуй.
В зависимости от формы и приемов обработки стелы делятся на две группы:
- стелы-плиты без антроподобности;
- антропоморфные стелы.

Первый тип — стелы-плиты без контуров головы, хотя их поверхность обработана. По своей форме они лишь условно приближаются к антропоморфности. Второй тип, антропоморфные стелы выполненные из плит, или столбоподобных глыб песчаника или кварцита с обязательным изображением головы.

## Скифские статуи
Следующую по хронологии группу статуй составляют истуканы, оставленные скифами — ираноязычными племенами, которые господствовали в российско-украинских степях в середине 1 тыс. до н. э.

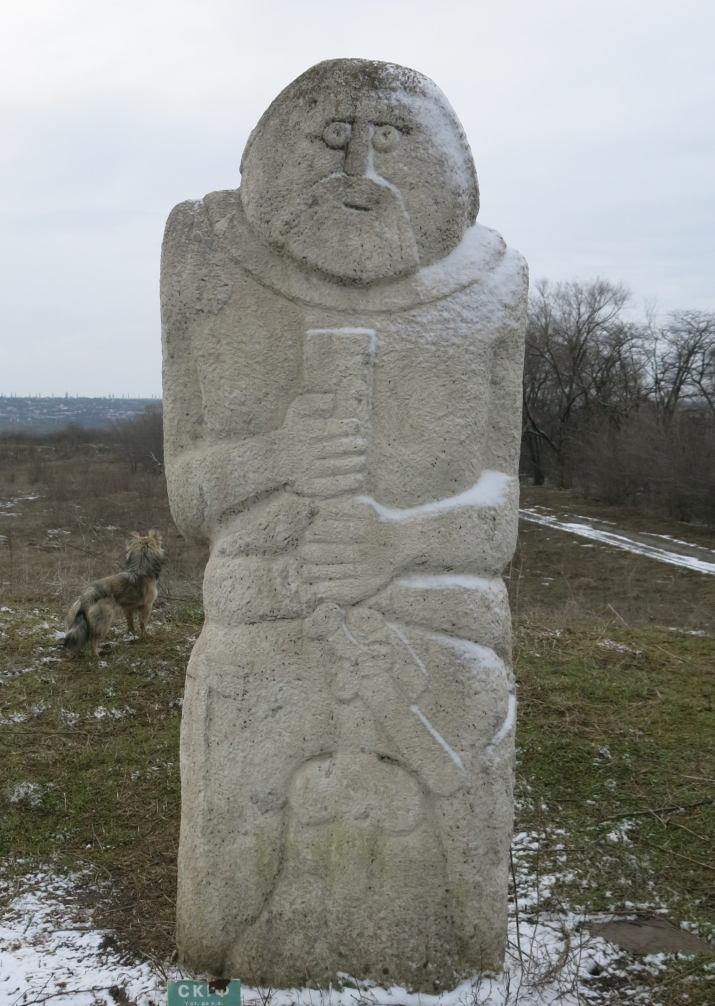
Скифская статуя на острове Хортица

Скифские скульптуры датируются 6—3 столетием до н. э. Ареал их распространения довольно значительный — от Румынии до Прикавказья. Преимущественно все изображения скифов передают бородатых мужчин. В композиционно-художественном отношении они выполнены примитивно. Это довольно удивительно для народа, носителя высокохудожественного скифского «звериного стиля», воспитанного на контактах с древнегреческим классическим искусством. Этот парадокс всегда удивлял учёных:
Скифские статуи не сравнить с греческой скульптурой. Интересно только, что скифы, которые так много позаимствовали у греков в монументальном искусстве, оказались мало восприимчивы к импульсам, которые исходили от их более утончённых соседей. А тем временем они посещали греческие полисы, видели скульптуры на площадях, которые передают образ человека с завершённым реализмом. Видели и, вероятно, оставались к ним равнодушными.
На стелоподобных корпусах скифских статуй по обыкновению изображены три-четыре предмета: рог, горит, кинжал или меч. Рог помещён в правую руку на уровне груди, горит — на левой стороне, кинжал или меч — в левой руке на уровне пояса. Подобные атрибуты встречаются и у тюркских каменных статуй, найденных в Сибири. Они держат в правой руке чашу, а в левой кинжал. Отсутствие бороды и, напротив, изображение усов также подчёркивает сходство скифских статуй с тюркскими.

## Половецкие каменные бабы

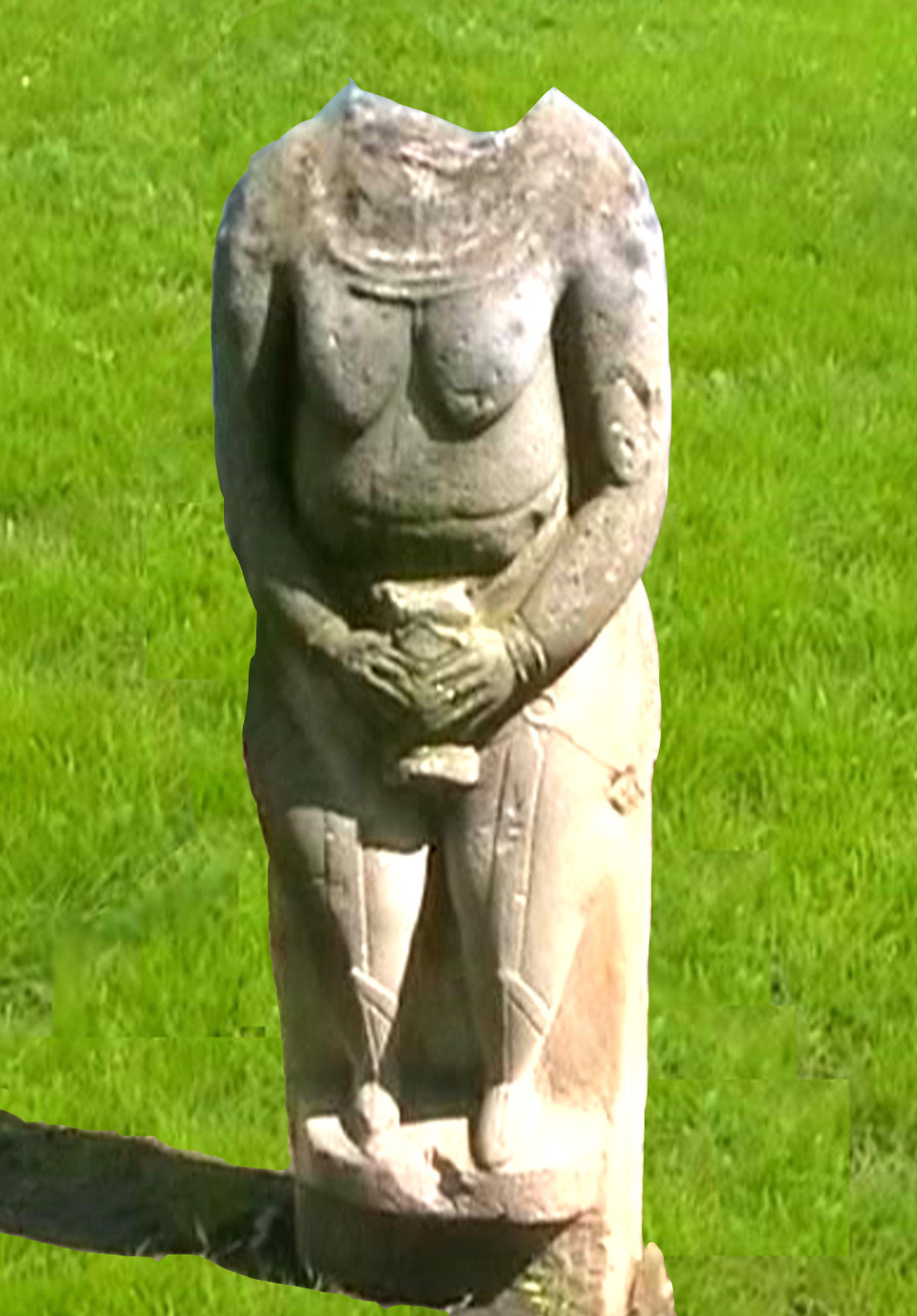
Половецкая баба с чашей (Луганск)

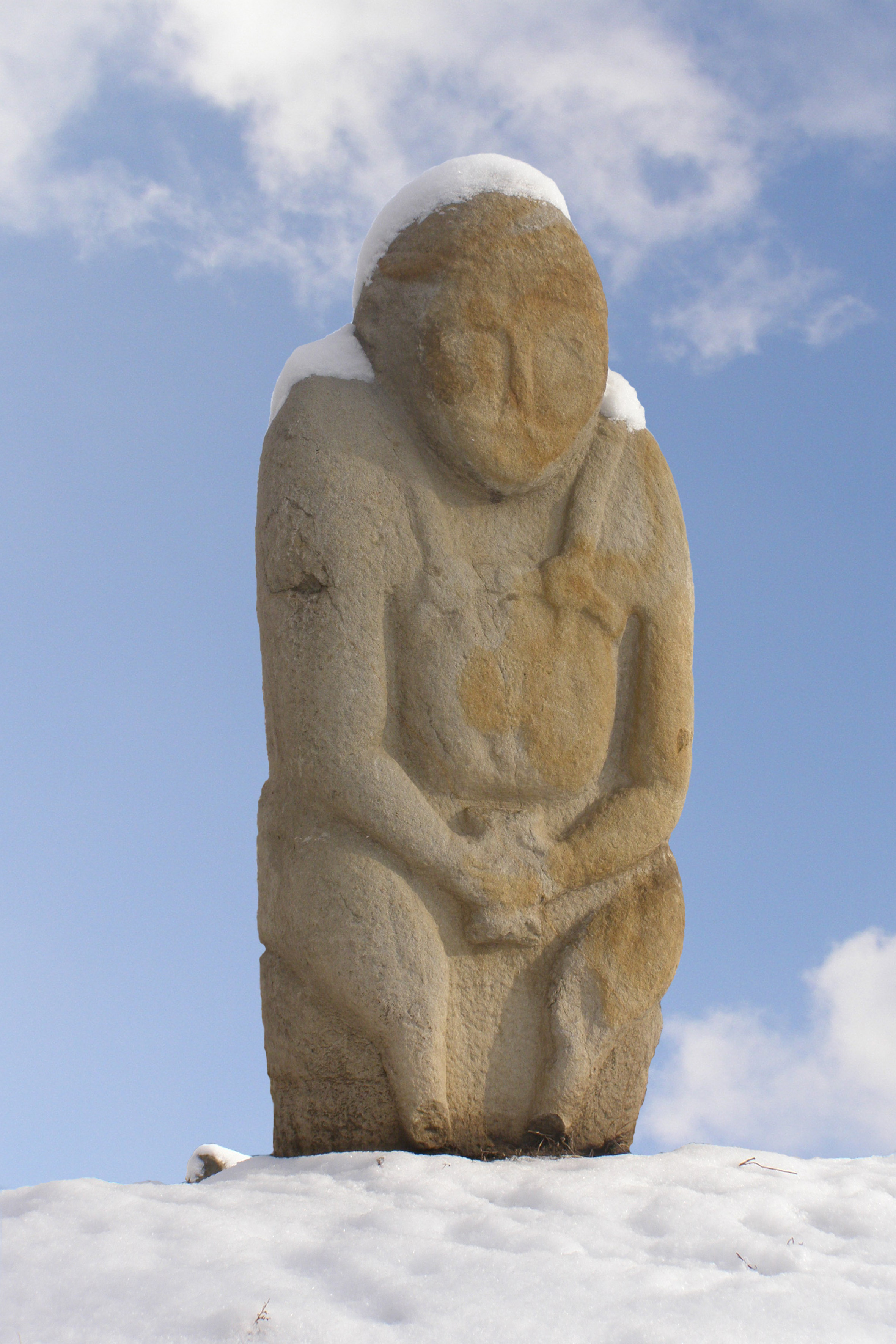
Парк-музей половецких баб (Луганск)

Половецкие каменные бабы, встречающиеся на огромных пространствах от юго-западной Азии до юго-восточной Европы, являются памятниками сакрального искусства половцев (кипчаков) IX—XIII века. Обычай возводить идолов зародился в VI—VII веке в Монголии и на Алтае и распространился к Дунаю. Статуи символизировали предков и ставились на наивысших участках степи, водоразделах, курганных могильниках в специально сооружённых для них святилищах, которые иногда ограждались камнями. Святилища были квадратные или прямоугольные, их размеры зависели, видимо, от количества чтимых в нём предков. В центре святилища, ставили одну и больше мужских или женских статуй с лицами, обращёнными на восток. Изредка попадались святилища со скоплением статуй — в каждом не меньше 12—15.
Святилища с истуканами были местом осуществления поминального культа предков, не связанного непосредственно с погребениями. Собственно, этимология слова «баба», происходит от тюркского «балбал», что означает «пращур», «дед-отец». Со временем этот обряд трансформировался в культ вождей-покровителей орды. Женские статуи символизировали непобедимость и бессмертие воинов. Покровители в образе женщины давали им силу, выкармливали и оберегали их. За это кочевники приносили им жертву. Возле подножия статуй исследователи находили кости баранов.
В XIII веке половцы были покорены монголами. Значительная часть памятников половецкой культуры погибла от рук мусульман, которые боролись с язычеством. Однако оно так и не было полностью искоренено и в дальнейшем адаптировалось к православию. На протяжении последующих столетий в некоторых славянских поселениях жила традиция отдавать почёт половецким идолам, которые наделялись силой, способной влиять на возрождение природы, плодородность земли, успех общины. Всего до наших дней дошло свыше двух тысяч каменных баб.

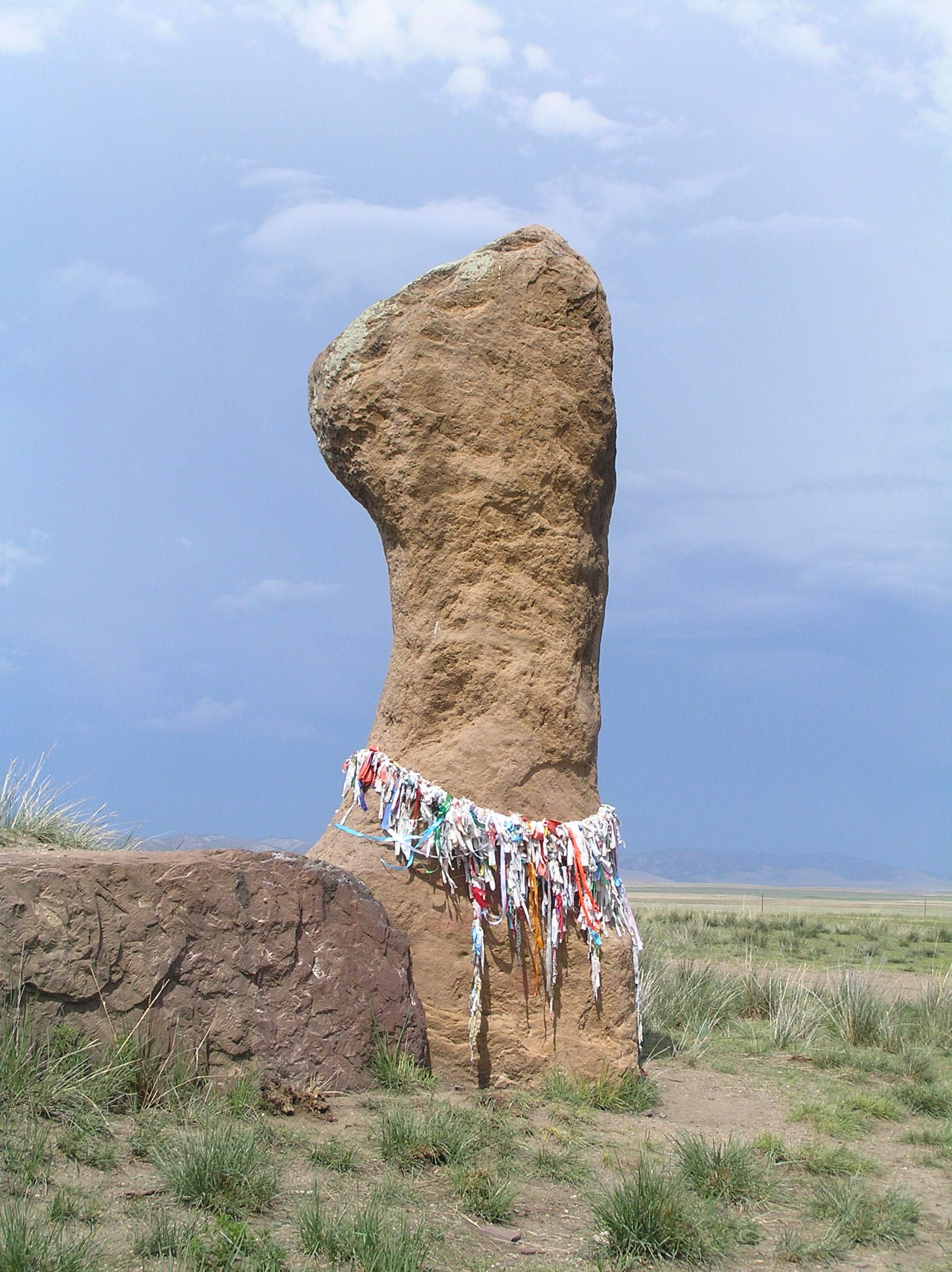
«Балобал» Салбыкского кургана.

## Балбалы центральнoй Азии

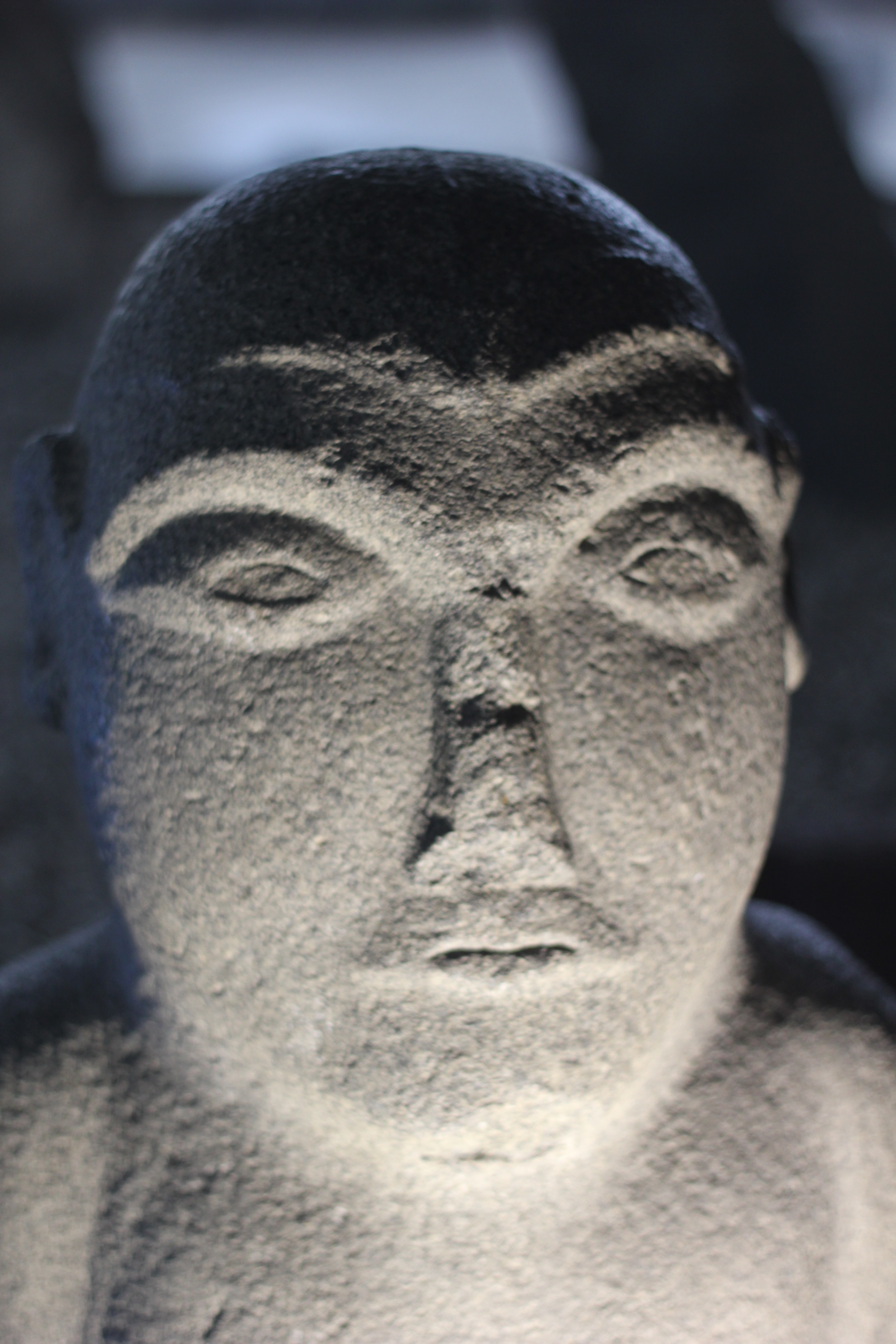
Из коллекции Минусинского краеведческого музея

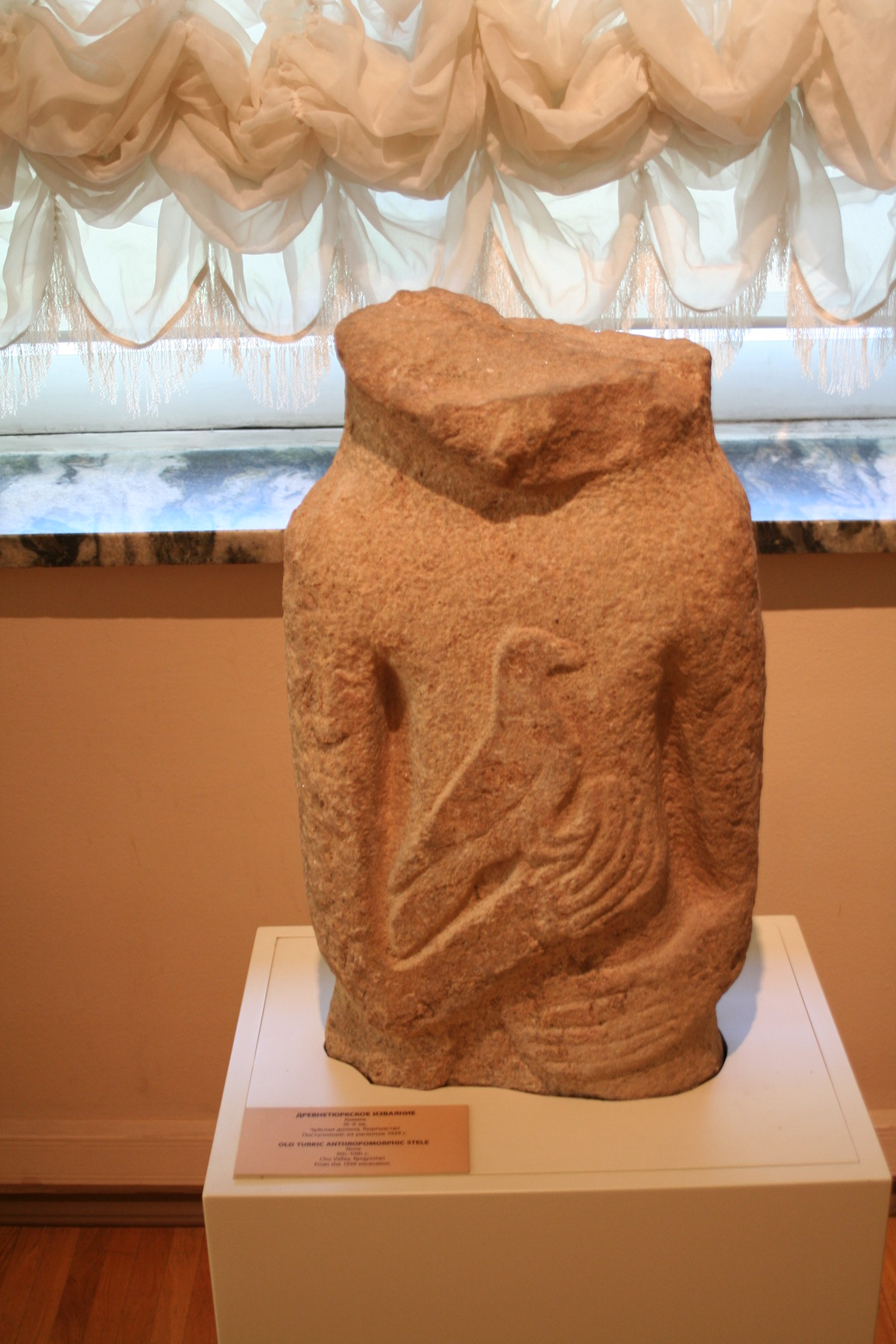
Древнетюркское изваяние. IX—X вв. Чуйская долина, Киргизия. Эрмитаж (Санкт-Петербург)

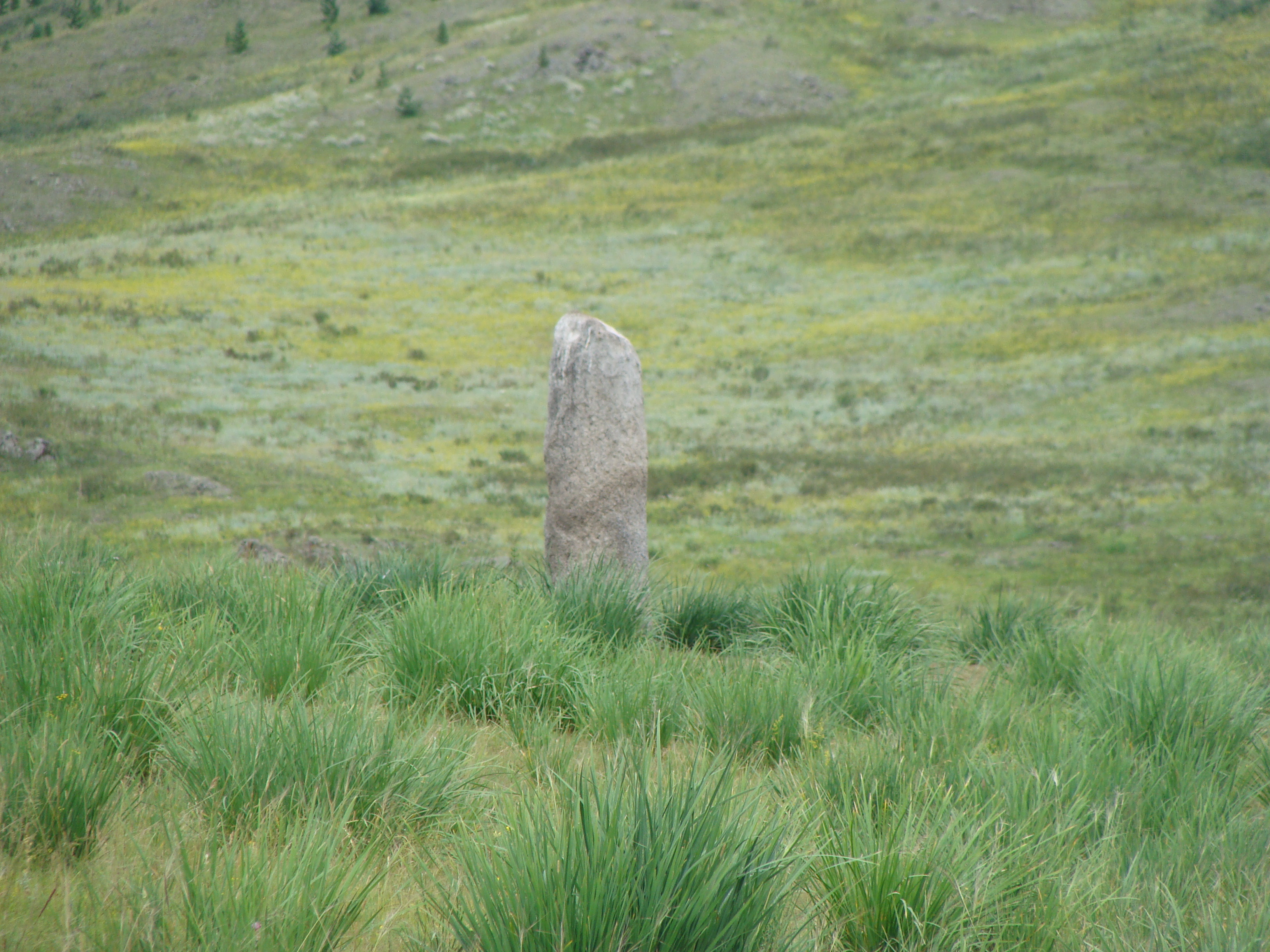
Изваяние «Ах-тас» — белый камень, окуневская культура (III—II тыс. до н. э.)

Хакасский краеведческий музей, зал каменных изваяний

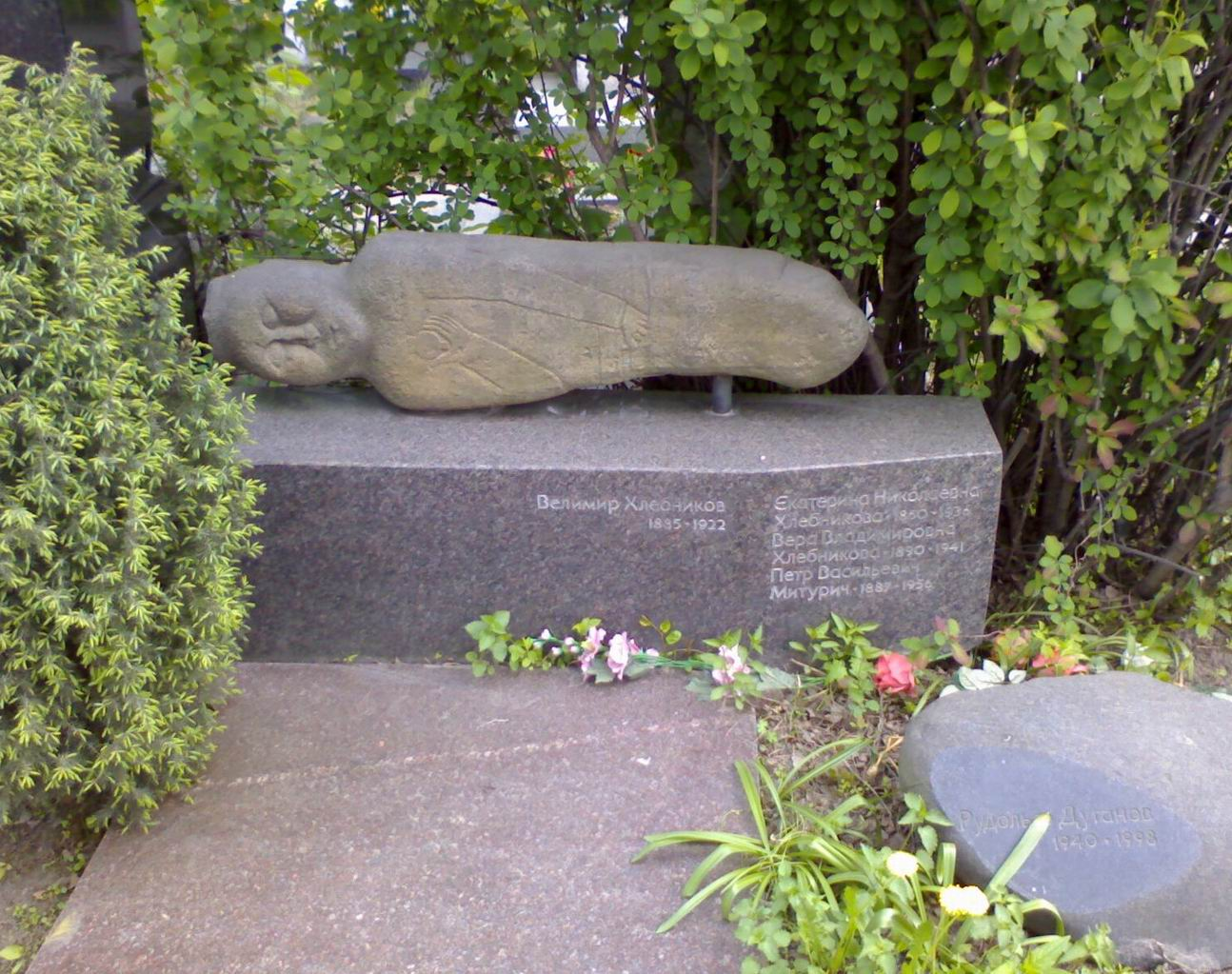
«Каменная баба» — курганная стела, привезённая из Средней Азии на могиле поэта Велимира Хлебникова на Новодевичьем кладбище

Каменные бабы (балбалы), поставленные древними тюркскими племенами (огузы и пр.), исследователи связывают с поминанием убитых врагов: «их витязей убив, я приготовил [себе] балбалов». На Алтае и в Туве относятся к II—VIII векам н. э.; в Центральной Азии — к VI—IX вв. Балбалы иногда устанавливались цепочкой у курганного надгробия, причем число подчеркивало значимость и авторитет умершего. У крупных полководцев (например Бильге-кагана и Кюль-Тегина) цепи могли состоять из 300—350 балбалов и достигать 2—3 км.

## Статуи южной Сибири

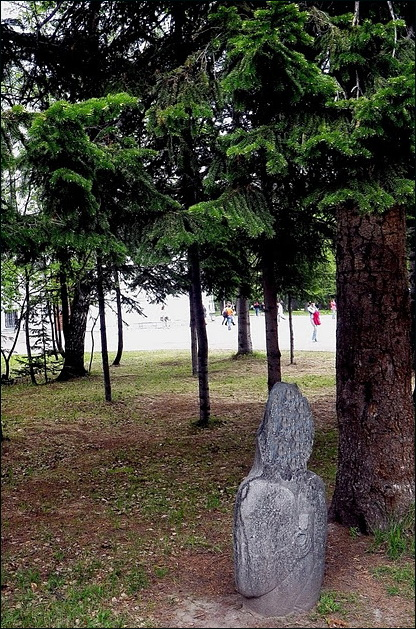
Каменная баба перед зданием Томского университета.

Радалов в своих путевых записках отметил о статуе, которую нашел Мессершмидт Д. Г. на Ак-Июсе (река Белый Июс) во время экспедиции по Сибири, которая вполне соответствует, по внешнему виду, каменным бабам южно-русских степей.
Изваяние «Тесинский богатырь» (в современной классификации E 37 «Третий памятник с Тубы»), с рунической надписью открыт экспедицией Д. Г. Мессершмидта в Енисейских степях в междуречье рек Тесь и Ерба 24-25 января 1722 капитаном Ф. И. Таббертом (фон Страленбергом) и зарисованы К. Г. Шульманом. В 1728 было описано Мессершмидтом Д. Г. в рукописном труде «Sibiria Perlustrata»: «77. Надгробная мужская статуя, держащая сосуд руками, киргизская [степь], между реками Тесь и Ерба; на обороте вырезаны загадочные рунические магические знаки».
Каменные бабы, называемые «Иней тас» — старуха камень («Улуг Хуртуях тас» — большая каменная старуха, "Апсах обаа " — камень старик, "Хыс тас " — девушка камень, "Хозан хыс тас " — заяц-девушка камень, "Айна "- дьявол, "Кiзi Тас сомы " — каменное изваяние человека, Камень — лодка, изваяние «Ах-тас» — белый камень) и др. стояли около древних курганных могильников или в наиболее оживленных местах Хакасии, для сохранности были доставлены А. Н. Липским в Абаканский музей.
В настоящее время в Абаканском музее представлено уникальное собрание каменных изваяний эпохи бронзы и раннего железного века, согласно Э. Б. Вадецкой, самые древние из них сооружены около четырёх тысяч лет тому назад.
Жители Енисея поклонялись каменным изваяниям и делали им приношения (см. «Улуг Хуртуях тас» — большая каменная старуха).
Некоторые изваяния находятся в степи см. Культурное наследие России, Хакасия, наряду с большими изваяниями , были ещё миниатюрные «домашние» идолы, сделанные из округлых речных валунов.
В Минусинском краеведческом музее экспонируется коллекция каменных статуй, в серии открыток «Древности Минусинского края» упоминается «Бирская» каменная баба , угловой камень Ханского кургана в Абаканской степи, камень «Балобал» Салбыкского кургана.
Антропоморфные стелы также появляются в окуневской культуре, они длиннее, тоньше и абстрактнее, стелы Окунева — женские.

## Чемурчекские изваяния
Обнаружены множество антропоморфных статуй, наиболее примечательны стелы иногда в натуральную величину, в 1998 г. А. Ковалев показал, что иконография стел берет свое начало в европейских менгирах позднего неолита и энеолита, имеющие аналоги в Южной Франции, наиболее похожие резьбы по камню можно найти в Окситании, аналогичные северо-причерноморские статуи имеют меньше сходства с обнаруженными статуями, описываемые как Чемурчекские (по Чемурчекской культуре) изваяния Восточного Туркестана, стелы Чемурчека — мужские.

## В современном искусстве

### Живопись
Василий Иванович Суриков, живописец и уроженец Красноярска, запечатлел древнее каменное изваяние, стоящее в окрестностях аала Анхаков в Минусинском округе (современная Хакасия) в набросках «Улуг Хуртуях Тас» (1873) Большая Каменная Старуха и в акварели «Карым подпасок. Каменная баба» (1873), в котором изображено изваяние и подросток рядом с навьюченной лошадью .

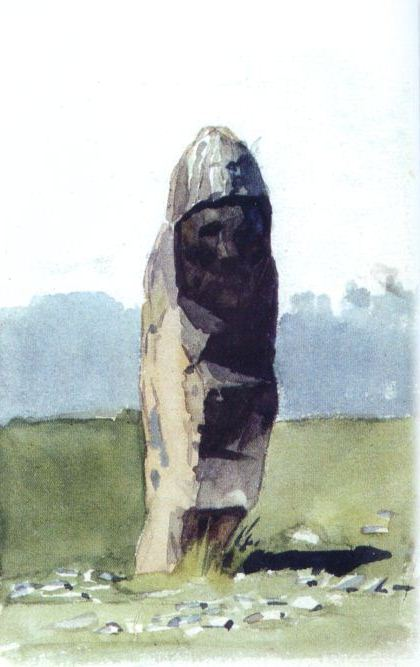
Большая Каменная Старуха (В. И. Суриков, 1873)